# A. E. Stallings
Alicia Elsbeth Stallings (2 de julio de 1968 (56 años) es una poeta y traductora estadounidense. Obtuvo la beca MacArthur en 2011.

## Antecedentes
Stallings nació y creció en Decatur (Georgia) y cursó estudios clásicos en la Universidad de Georgia donde obtuvo su grado de Bachelor of Arts en 1990, y en la Universidad de Oxford donde obtuvo un Master en literatura latina en 1991 en el Lady Margaret Hall.  She is an editor with the Atlanta Review. En 1999 Satllings se trasladó a Atenas. Grecia y vive allí desde entonces. Es la Directora del Programa de Poesía del Centro Ateniense. Está casada con John Psaropoulos, editor del Athens Newsa
Stallings utiliza formas tradicionales para sus poesías, y ha sido asociada al nuevo formalismo.
Contribuye habitualmente con poemas y ensayos a la revista Poetry. Ha publicado tres libros de poesías originales: Archaic Smile (1999), Hapax (2006), y Olives (2012). En 2007 publicó una traducción en verso de La naturaleza de las cosas, de Lucrecio.

## Respuesta de la crítica
En una revisión crítica de su libro Archaic Smile, Able Muse, una revista en línea de poesía formalista señaló que "[teniendo en cuenta] el virtuosismo formal de Stallings, sólo algunos de sus poemas son métricamente regulares en términos estrictos. De hecho, una de las sorpresas agradables de Archaic Smile es el número de poemas maravillos que se encuentran en la zona gris entre el verso blanco y el verso libre." Su trabajo ha sido comparado con la obra de Richard Wilbur y Edna St. Vincent Millay.
En una crítica de su segundo libre, Hapax, Peter Campion escribió que "la métrica y el ritmo se despliegan con elegancia, pero a costa del idioma", una crítica que es común tratándose de poetas formalistas. En una nota más positiva, Campion también señala que "[sus mejores poemas en la colección] her best poems in the collection] combinan el talento prosódico con sentimientos intensamente interpretados."  En una revisión de su colección Olives, Publishers Weekly señaló que estaban más impresionados con aquellos poemas que no eran una respuesta a mitos de la antigüedad, señalando que "cuando despliega su talento técnico en poemas donde desarrolla una nueva narrativa en lugar de construir sobre una antigua, Stallings logra un equilibrio rígido y contenido aún para los standards del Nuevo Formalismo."

## Premios
Su primera colección de poesías, Archaic Smile, recibió el premio Richard Wilbur en 1999 y fue finalista tanto para el premio Yale Series of Younger Poets Competition como para el premio Walt Whitman. Su segunda colección, Hapax (2006), fue premiada con el Poets' Prize. Sus poesías han sido publicadas en las antologías Best American series de 1994 y 2000. Ha sido galardonada con el premio Pushcart Prize, el premio Eunice Tietjens, el Howard Nemerov Sonnet Award en 2004 y el premio James Dickey.
En 2010 obtuvo el premio Willis Barnstone Translation Prize por sus traducciones.
En 2011 obtuvo una beca Guggenheim, una Beca MacArthur y fue nombrada miembro de la United States Artists. En 2012, el libro Olives fue finalista del Premio del Círculo de Críticos Nacional del Libro.

## Obra

### Libros
- Archaic Smile. (University of Evansville Press, 1999). ISBN 0-930982-52-5
- Hapax. (TriQuarterly, 2006). ISBN 0-8101-5171-5
- The Nature of Things. (Penguin, 2007). Traducción en verso de Lucrecio, De Rerum Natura. ISBN 978-0-14-044796-5
- The Word Exchange: Anglo-Saxon Poems in Translation. Eds. Greg Delanty y Michael Matto.  (W. W. Norton & Company, 2010). ISBN 978-0-393-07901-2
- Olives. (TriQuarterly, 2012). ISBN 978-0-81015-226-7